# Michael Coney
Pour les articles homonymes, voir Coney (homonymie).
Œuvres principales
- Cycle Le Chant de la Terre

Michael Coney, né le 28 septembre 1932 à Birmingham et mort le 4 novembre 2005  à Saanichton (en) en Colombie-Britannique, est un écrivain britannique de science-fiction.

## Biographie
Michael Greatrex Coney est né à Birmingham en Grande-Bretagne le 28 septembre 1932. Il étudie à King Edward’s School puis commence une carrière de comptable en 1949.
Après avoir dirigé un hôtel dans le Devon entre 1966 et 1969, et avoir dirigé également pendant trois ans, avec sa femme Daphne, un hôtel au nom prédestiné de Jabberwock Hotel à Antigua, dans les Petites Antilles, il s’établit à Sidney, en Colombie-Britannique, au Canada, en 1972, où il travaille pour le service financier du British Columbia Forest Service pendant dix-sept ans.
Michael Coney vient à l’écriture de science-fiction vers l’âge de 40 ans, revisitant avec une sensibilité contemporaine des thèmes classiques du genre : colonie d’humains en danger sur des lointaines planètes, invasions extraterrestres. Cet aspect extérieurement classique mais finalement hautement spéculatif, très moderne, semble typique d'une certaine science-fiction canadienne, illustrée encore de nos jours par Robert Charles Wilson et Andrew Weiner.
Coney remporte le prix British Science Fiction du meilleur roman 1976 pour Les Brontosaures mécaniques (Brontomek!).
Durant les années 1980, l'auteur s’est attaché à l’écriture d’un grand cycle, Le Chant de la Terre, une œuvre ambitieuse et très originale, comparable uniquement au meilleur de Cordwainer Smith. Il reçoit en 1987 le prix Aurora pour l’ensemble de son œuvre.
Vivant à Sidney, sur l’île de Vancouver dans la Colombie-Britannique, Mike Coney est mort le 4 novembre 2005 à l’unité de son soins palliatifs de Saanichton, à l’issue d’une bataille de plusieurs mois contre un cancer du poumon dû à l’amiante (mesothelioma, asbestose). En apprenant sa maladie ce début d’année, il publia sur son site plusieurs romans, dont la suite de Rax, et d'autres récits inédits, pour en faire don à ses lecteurs. Il était le père d'un garçon et d'une fille. Il était en outre propriétaire de Porthole Press.

## Œuvres

### CycleLe Chant de la Terre
1. La Grande Course de chars à voile ((en) Cat karina, 1982)
2. La Locomotive à vapeur céleste ((en) The celestial steam locomotive, 1983)
3. Les Dieux du Grand-Loin ((en) The Gods of the greataway, 1984)
4. Le Gnome ((en) Fang, the gnome, 1988)
5. Le Roi de l’île au sceptre ((en) King of the sceptre’d isle, 1989)

### Romans indépendants
- L'Image au miroir ((en) Mirror image, 1972)
- Sygyzie, Albin Michel, coll. « Super-Fiction » no 1, 1975 ((en) Sygyzy, 1973)
- Les Enfants de l'hiver, Albin Michel, coll. « Super-Fiction » no 15, 1976 ((en) Winter childrens, 1974)
- Immortels en conserve ((en) Friends come in boxes, 1973)
- Charisme ((en) Charisma, 1975)
- Les Crocs et les Griffes ((en) The jaws that bite, the claws that catch, 1975)
- Péninsule, recueil comprenant le roman Les Crocs et les Griffes et quatre nouvelles associées
- Rax ((en) Rax, 1975)
- Les Brontosaures mécaniques ((en) Brontomek!, 1976)Prix British Science Fiction du meilleur roman 1976
- Demain la jungle ((en) The ultimate jungle, 1979)
- (en) Neptune’s Cauldron, 1981
- (en) A Tomcat Called Sabrina, 1992
- (en) No Place For A Sealion, 1992
- (en) Foul Play at Duffy’s Marina, 2005
- (en) I Remember Palahaxi, 2005

### Recueil de nouvelles
- Le Crépuscule des mondes, 2008Comprend les romans Rax, Sygyzie et Brontomek !

### Nouvelles
- Que sont devenus les McGowan ?, 1972 ((en) Whatever Become of the McGowans?, 1970)
- Rotomation, 1973 ((en) The Sharks of Pentreath, 1971)